# Somogymeggyes
Somogymeggyes – wieś w powiecie Tab w komitacie Somogy na Węgrzech.